# ISO 3166-3
ISO 3166-3 — частина стандарту ISO 3166, що містить коди назв вже неіснуючих держав (об'єднання, поділ, зміна назви і т. д.). Вперше опублікована в 1999 році.
Якщо після 1974 року країни:
- приєдналися до інших (наприклад, НДР до ФРН)
- розпалися (наприклад, СРСР)
- змінили свою назву (наприклад, Верхня Вольта), то їх скорочення викреслюється з ISO 3166-1 і з додаванням двох додаткових букв заноситься в ISO 3166-3. При цьому перші дві букви представляють старий код за ISO 3166-1 і дві останні — новий код з ISO 3166-1. Якщо однозначного послідовника не існує, то останні букви будуть HH. Для Союзу Сербії і Чорногорії, у якого було скорочення CS, в 2006 р визначили скорочення CSXX замість CSHH, щоб не плутати з кодом CSHH для колишньої Чехословаччини.

Приклади:
- НДР (DD) був включений в ФРН (DE), цим закінчилося її існування. Тому згідно ISO 3166-3 скороченням для НДР служить DDDE.
- Чехословаччина (CS) розпалася на Чехію (CZ) і Словаччину (SK). Тому код колишньої країни по ISO 3166-3 CSHH.
- Верхня Вольта (HV) перейменувалася в Буркіна-Фасо (BF). За ISO 3166-3 код для Верхньої Вольти HVBF.

## Застарілі коди ISO 3166-1 alpha-2
Наступний список містить застарілі дволітерні коди по ISO 3166. Більшість цих скорочень були замінені перед введенням Domain Name System, тому вони ніколи не використовувалися як Top Level Domain. Для кожного коду дано рік заміни.
Невикористані коди можуть бути знову видані після закінчення 5 років. (наприклад AI, CS, GE і SK.)
| Скасовані назви територій                     | Скасовані коди | Період дії | ISO 3166-3, код | Нові назви територій, держав і ISO коди |
| --------------------------------------------- | -------------- | ---------- | --------------- | --- |
| Сіккім                                        | SK, SKM, 698   | 1974—1975  | SKIN            | Увійшов до складу Індія (IN, IND, 356) |
| Дагомея                                       | DY, DHY, 204   | 1974—1977  | DYBJ            | Перейменована в Бенін (BJ, BEN, 204) |
| Французька територія афарів та ісса           | AI, AFI, 262   | 1974—1977  | AIDJ            | Перейменована в Джибуті (DJ, DJI, 262) |
| Південний В'єтнам                             | VD, VDR, 704   | 1974—1977  | VDVN            | Увійшов до складу В'єтнам (VN, VNM, 704) |
| Британська Антарктична Територія              | BQ, ATB, 080   | 1974—1979  | BQAQ            | Увійшла до складу Антарктида (AQ, ATA, 010) |
| Французькі Південні і Антарктичні Території   | FQ, ATF, 260   | 1974—1979  | FQHH            | Розділені на: Антарктида (AQ, ATA, 010) (т. з., Земля Аделі) Французькі Південні і Антарктичні Території (TF, ATF, 260) |
| Острови Гілберта і Елліс                      | GE, GEL, 296   | 1974—1979  | GEHH            | Розділені на: Кірибаті (KI, KIR, 296) Тувалу (TV, TUV, 798) |
| Нові Гебриди                                  | NH, NHB, 548   | 1974—1980  | NHVU            | Перейменовані на Вануату (VU, VUT, 548) |
| Зона Панамського каналу                       | PZ, PCZ, 594   | 1974—1980  | PZPA            | Увійшла до складу Панама (PA, PAN, 591) |
| Південна Родезія                              | RH, RHO, 716   | 1974—1980  | RHZW            | Перейменована в Зімбабве (ZW, ZWE, 716) |
| Земля Королеви Мод                            | NQ, ATN, 216   | 1974—1983  | NQAQ            | Увійшла до складу Антарктида (AQ, ATA, 010) |
| Кантон і Ендербері                            | CT, CTE, 128   | 1974—1984  | CTKI            | Увійшов до складу Кірибаті (KI, KIR, 296) |
| Верхня Вольта                                 | HV, HVO, 854   | 1974—1984  | HVBF            | Перейменована в Буркіна-Фасо (BF, BFA, 854) |
| Різні Тихоокеанські острови США               | PU, PUS, 849   | 1974—1986  | PUUM            | Увійшли до складу Зовнішні малі острови США (UM, UMI, 581) |
| Мідвей                                        | MI, MID, 488   | 1974—1986  | MIUM            | Увійшов до складу Зовнішні малі острови США (UM, UMI, 581) |
| Підопічна територія ООН Тихоокеанські острови | PC, PCI, 582   | 1974—1986  | PCHH            | Розділена на: Маршаллові Острови (MH, MHL, 584) Федеративні Штати Мікронезії (FM, FSM, 583) Палау (PW, PLW, 585) Північні Маріанські Острови (MP, MNP, 580) |
| Вейк                                          | WK, WAK, 872   | 1974—1986  | WKUM            | Увійшов до складу Зовнішні малі острови США (UM, UMI, 581) |
| Джонстон                                      | JT, JTN, 396   | 1974—1986  | JTUM            | Увійшов до складу Зовнішні малі острови США (UM, UMI, 581) |
| Бірма                                         | BU, BUR, 104   | 1974—1989  | BUMM            | Перейменована в М'янма (MM, MMR, 104) |
| НДР                                           | DD, DDR, 278   | 1974—1990  | DDDE            | Увійшла до складу Німеччина (DE, DEU, 276) |
| Південний Ємен                                | YD, YMD, 720   | 1974—1990  | YDYE            | Увійшов до складу Ємен (YE, YEM, 887) |
| СРСР                                          | SU, SUN, 810   | 1974—1992  | SUHH            | Розділений на: Вірменія (AM, ARM, 051) Азербайджан (AZ, AZE, 031) Грузія (GE, GEO, 268) Казахстан (KZ, KAZ, 398) Киргизстан(KG, KGZ, 417) Латвія (LV, LVA, 428) Литва (LT, LTU, 440) Молдова (MD, MDA, 498) Росія (RU, RUS, 643) Таджикистан (TJ, TJK, 762) Туркменістан (TM, TKM, 795) Узбекистан (UZ, UZB, 860) Естонія (EE, EST, 233) |
| Білоруська РСР                                | BY, BYS, 112   | 1974—1992  | BYAA            | Перейменована у Білорусь (BY, BLR, 112) |
| Чехословаччина                                | CS, CSK, 200   | 1974—1993  | CSHH,           | Розділена на: Словаччина (SK, SVK, 703) Чехія (CZ, CZE, 203) |
| Нейтральна зона                               | NT, NTZ, 536   | 1974—1993  | NTHH            | Увійшла до складу: Частково в Ірак (IQ, IRQ, 368) Частково у Саудівська Аравія (SA, SAU, 682) |
| Заїр                                          | ZR, ZAR, 180   | 1974—1997  | ZRCD            | Перейменований у ДР Конго (CD, COD, 180) |
| Метрополія Франції                            | FX, FXX, 249   | 1993—1997  | FXFR            | Увійшла до складу Франція (FR, FRA, 250) |
| Східний Тимор                                 | TP, TMP, 626   | 1974—2002  | TPTL            | Перейменований в Східний Тимор (TL, TLS, 626) |
| Югославія                                     | YU, YUG, 891   | 1974—2003  | YUCS            | Перейменована в Сербія та Чорногорія (CS, SCG, 891) |
| Нідерландські Антильські острови              | AN, ANT, 530   | 1974—2010  | ANHH            | Розділені на: Карибські Нідерланди (BQ, BES, 535) Кюрасао (CW, CUW, 531) Сінт-Мартен (SX, SXM, 534) |
| Сербія та Чорногорія                          | CS, SCG, 891   | 2003—2006  | CSXX            | Розділена на: Сербія (RS, SRB, 688) Чорногорія (ME, MNE, 499) |

## Оновлення
Після першої публікації стандарту було 6 доповнень / змін:
1. ISO 3166-3 Newsletter I-1 [Архівовано 6 червня 2011 у Wayback Machine.] — від 2002-11-15
2. ISO 3166-3 Newsletter I-2 [Архівовано 6 червня 2011 у Wayback Machine.] — від 2002-11-22
3. ISO 3166-3 Newsletter I-3 [Архівовано 6 червня 2011 у Wayback Machine.] — від 2003-07-23
4. ISO 3166-3 Newsletter I-4 [Архівовано 6 червня 2011 у Wayback Machine.] — від 2006-09-26
5. ISO 3166-3 Newsletter I-5 [Архівовано 6 червня 2011 у Wayback Machine.] — від 2006-12-01
6. ISO 3166-3 Newsletter I-6 [Архівовано 29 березня 2016 у Wayback Machine.] — від 2011-03-14 с (поправкою від 2013-02-06)